# Бенеш, Ян
Ян Бенеш (чеш. Jan Beneš; род. 9 октября 1971, неизвестно) — чешский гребец, выступавший за сборные Чехословакии и Чехии по академической гребле в 1989—1994 годах. Победитель и призёр первенств национального значения, участник летних Олимпийских игр в Барселоне.

## Биография
Ян Бенеш родился 9 октября 1971 года.
Впервые заявил о себе в академической гребле на международном уровне в сезоне 1989 года, когда вошёл в состав чехословацкой национальной сборной и выступил на юниорском мировом первенстве в Сегеде, где в зачёте восьмёрок стал девятым.
В 1991 году на чемпионате мира в Вене занял 11-е место в восьмёрках.
Благодаря череде удачных выступлений удостоился права защищать честь страны на летних Олимпийских играх 1992 года в Барселоне. В составе экипажа-восьмёрки, куда также вошли гребцы Павел Меншик, Ондржей Голечек, Душан Бусинский, Павел Сокол, Петр Блеха, Иржи Шефчик, Радек Завадил и рулевой Иржи Птак, благополучно преодолел предварительный квалификационный этап, но на стадии полуфиналов занял в своём заезде последнее место и отобрался лишь в утешительный финал В, где в конечном счёте финишировал шестым. Таким образом, расположился в итоговом протоколе соревнований на 12-й строке.
После барселонской Олимпиады Бенеш ещё в течение некоторого времени оставался действующим спортсменом и продолжал принимать участие в крупнейших международных регатах. Так, в 1993 году он представлял Чехию на домашнем чемпионате мира в Рачице — в программе распашных рулевых двоек показал девятый результат.
В 1994 году в четвёрках с рулевым занял 11-е место на чемпионате мира в Индианаполисе.